# Comitato di Liberazione Nazionale
Il Comitato di Liberazione Nazionale (abbreviato in CLN) fu un'organizzazione politica e militare italiana costituita dai principali partiti e movimenti antifascisti del Paese, formatasi a Roma il 9 settembre 1943, allo scopo di opporsi all'occupazione tedesca e al nazifascismo in Italia. Si sciolse nel 1947.
In particolare il CLN ha coordinato e diretto la resistenza italiana e si suddivise in Comitato di Liberazione Nazionale Alta Italia (CLNAI), con sede a Milano durante la sua occupazione ed il Comitato Centrale di Liberazione Nazionale (CCLN), con sede a Roma. L'organizzazione operò come organismo clandestino durante la Resistenza ed ebbe per delega poteri di governo nei giorni di insurrezione nazionale.

## Storia

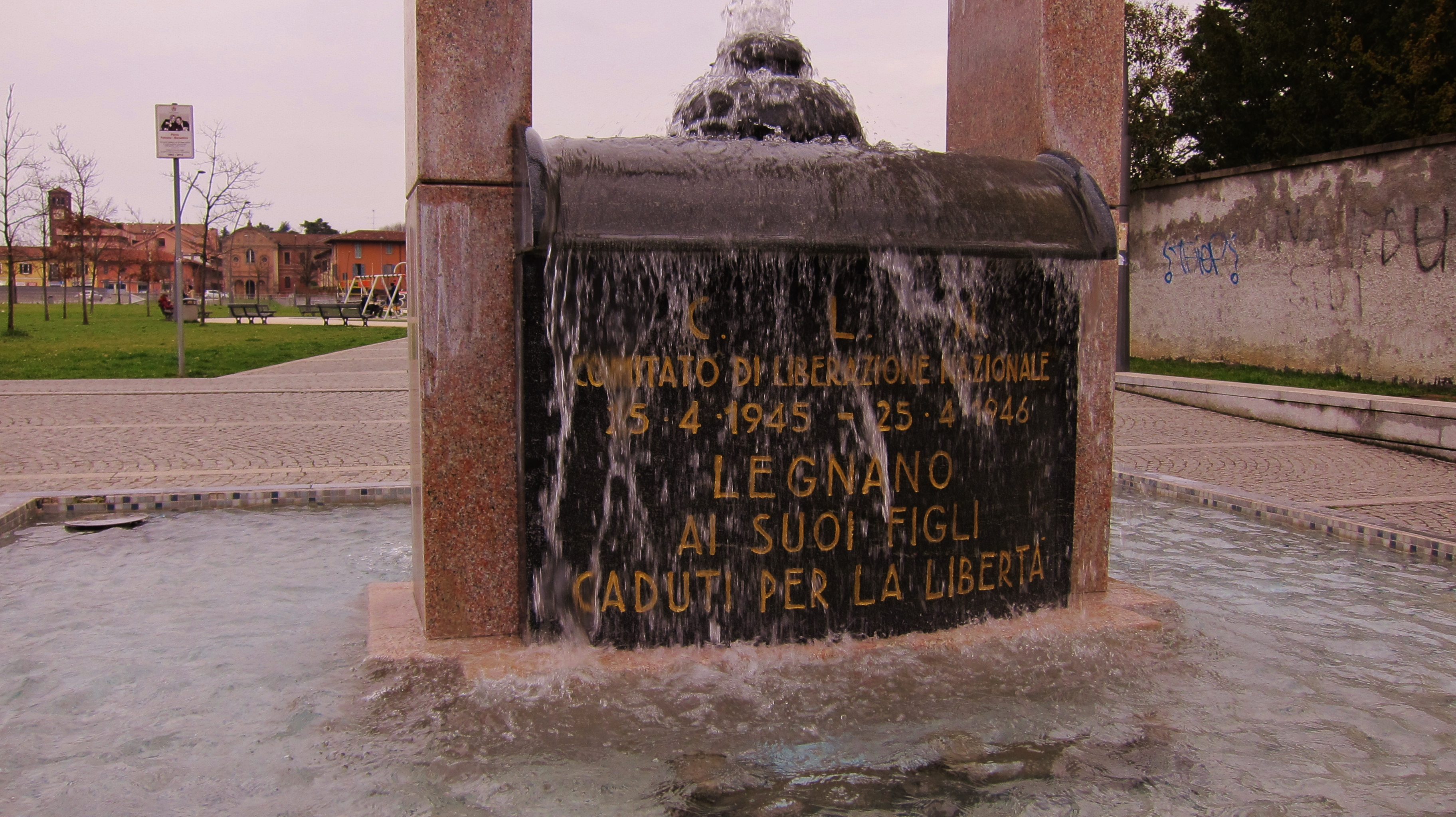
Dettaglio della fontana del Comitato di Liberazione Nazionale posta in memoria dei Legnanesi che combatterono e morirono per la liberazione dell'Italia dal nazi-fascismo. La dedica recita: "Legnano, ai suoi figli caduti per la libertà". Questo monumento è collocato in Largo Franco Tosi a Legnano.

### Fondazione
Il 9 settembre 1943, "posto di fronte alla più drammatica delle situazioni, con la sensazione di avere dinnanzi a sé il vuoto più assoluto d'ogni «autorità costituita» il Comitato delle opposizioni reagisce immediatamente; constatando la frattura decisiva determinata dall'8 settembre e traendo da questa constatazione l'indicazione delle sue nuove responsabilità, alle ore 14,30 esso approva la seguente mozione":
Alla seduta di fondazione parteciparono: Ivanoe Bonomi (DL, Presidente), Mauro Scoccimarro e Giorgio Amendola (PCI), Alcide De Gasperi (DC), Ugo La Malfa e Sergio Fenoaltea (PdA), Pietro Nenni e Giuseppe Romita (PSI), Meuccio Ruini (DL), Alessandro Casati (PLI).

Il mese successivo si erano già costituiti i Comitati Regionali, successivamente vennero costituiti anche Comitati Provinciali.
Il 16 ottobre 1943 viene votata la mozione che si può riassumere in tre punti base:
- assumere tutti i poteri costituzionali dello Stato evitando ogni atteggiamento che possa compromettere la concordia della nazione e pregiudicare la futura decisione popolare;
- condurre la guerra di liberazione a fianco degli alleati angloamericani;
- convocare il popolo al cessare delle ostilità per decidere sulla forma istituzionale dello Stato.

### Indirizzo politico
Il CLN era una formazione interpartitica formata da movimenti di diversa estrazione culturale e ideologica, composta da rappresentanti del Partito Comunista Italiano (PCI), della Democrazia Cristiana (DC), del Partito d'Azione (PdA), del Partito Liberale Italiano (PLI), del Partito Socialista Italiano di Unità Proletaria (PSIUP) e del Partito Democratico del Lavoro (DL). Nel gruppo dei sei partiti esisteva una frattura tra i tre partiti dell'ala sinistra (PCI, PSIUP e PdA) e i tre partiti dell'ala destra (DC, PLI e DL), con i primi che erano associati più strettamente tra loro attraverso vari patti e accordi: comunisti e socialisti erano legati da un "patto di unità d'azione", per poi formare insieme agli azionisti una "giunta tripartita", in modo da concordare una posizione unitaria da tenere innanzi agli altri partiti.
Inizialmente, la frattura tra destra e sinistra si manifestò in merito alla linea politica da tenere nei confronti della monarchia e del governo Badoglio:
Con le dimissioni dalla presidenza del demolaburista Ivanoe Bonomi, rassegnate il 24 marzo 1944, sembrò affermarsi la linea dell'intransigenza verso la monarchia, ma in aprile la svolta di Salerno, con la quale il PCI di Palmiro Togliatti accettò di entrare nel governo Badoglio, capovolse la situazione.
Le profonde divisioni tra le componenti di destra e di sinistra del CLN, nonché quelle interne alla stessa sinistra tra i comunisti e gli altri, trovano testimonianza anche nella corrispondenza clandestina tra i centri dirigenti del PCI di Roma e Milano, in cui si rinvengono diffusamente duri attacchi agli altri partiti. Nell'introduzione alla raccolta di lettere, pubblicata nel 1973, Luigi Longo in proposito scrive:
Questa lotta, per conquistare alla parte più numerosa e decisiva della popolazione il posto che le spettava per la sua importanza e funzione nella vita nazionale, faceva tutt'uno con la campagna che conducevamo di recisa opposizione ad ogni forma, aperta o mascherata, di attendismo o anche solo di neutralità nei confronti di chi osteggiava questa lotta. Erano le due facce di una stessa esigenza.
Non abbiamo nessuna difficoltà a riconoscere oggi che alcuni di quegli attacchi qualche volta siano andati oltre il limite del giusto e che spesso, oltre il fatto singolo o le singole persone, si intendeva colpire determinate correnti dell'antifascismo moderato le quali, per le loro origini politiche e sociali, costituivano a nostro avviso pericoli mortali per lo sviluppo ed il trionfo della lotta contro il fascismo e l'occupante nazista.»
Al primo presidente del CLN Bonomi spettò, dopo la liberazione di Roma (4 giugno 1944), di assumere responsabilità di governo con la Presidenza del Consiglio (11 giugno). A lui successero alla Presidenza del Consiglio il 21 giugno 1945 Ferruccio Parri e il 10 dicembre 1945 Alcide De Gasperi. Dopo la nascita del CLNAI, quest'ultimo venne presieduto, dal 1943 al 1945, da Alfredo Pizzoni.

### Struttura
Ogni partito rappresentato nel CLN ebbe le sue formazioni militari partigiane, che in genere erano coordinate dal rispettivo rappresentante nel CLN (così come vi furono formazioni Repubblicane ed anche di altri gruppi di sinistra).
La giunta militare del CLN era formata da Manlio Brosio (PLI), Giorgio Amendola (PCI), Riccardo Bauer (PdA), Giuseppe Spataro (DC), Sandro Pertini (PSIUP) e Mario Cevolotto (DL).
Nei comitati regionali troviamo esponenti quali, in Veneto, Concetto Marchesi, Egidio Meneghetti e il federalista Silvio Trentin, mentre nel Comitato Toscano di Liberazione Nazionale spicca il nome di Carlo Ludovico Ragghianti.
I comitati regionali e provinciali ebbero un compito prevalentemente politico e di coordinamento, con influenza ma non comando diretto sulle formazioni militari partigiane, che rispondevano in genere direttamente al loro partito. In vari casi le formazioni militari disattesero accordi e ordini del CLN. In ogni caso fu in nome dei comitati regionali che vennero intraprese importanti decisioni e atti, come l'insurrezione dell'11 agosto 1944 in Toscana o la resa tedesco-nazi-fascista di Genova del 25 aprile 1945.
La composizione politica delle brigate partigiane era piuttosto varia:
- Brigate Garibaldi (Partito Comunista Italiano): 575
- Brigate autonome (guidate da militari e rappresentate nel CLN, particolarmente attive in Piemonte): 255
- Brigate Giustizia e Libertà (Partito d'Azione): 198
- Brigate Matteotti (Partito Socialista Italiano di Unità Proletaria): 70
- Brigate Mazzini (Partito Repubblicano Italiano)
- Brigate del popolo (Democrazia Cristiana): 54.

#### Il Corpo volontari della libertà (CVL)
Il 19 giugno 1944 si costituisce a Milano, quale trasformazione dell'iniziale Comitato Militare del CLN, il CVL (Corpo volontari della libertà). Ne fanno parte il comunista Luigi Longo, l'azionista Ferruccio Parri, il democratico-cristiano Enrico Mattei, il socialista Giovanni Battista Stucchi e, per le formazioni autonome, Mario Argenton. Consulente militare è il generale Giuseppe Bellocchio.
Il 3 novembre 1944 il Comando del CVL è assegnato al generale Raffaele Cadorna, affiancato, in qualità di vice comandanti, da Longo e Parri.

### Mancate adesioni
Rimasero fuori dal CLN il Partito Repubblicano Italiano, pur partecipando alla Resistenza, per la sua posizione istituzionale che comportava una pregiudiziale antimonarchica-istituzionale, ed anche alcuni gruppi di sinistra che non accettavano il compromesso dell'unità nazionale su cui si basava il CLN che prevedeva la "precedenza alla lotta contro il nemico esterno, spostando a dopo la vittoria il problema dell'assetto Istituzionale dello Stato".
Non aderirono inoltre al CLN formazioni politico militari antifasciste di rilevante importanza come Bandiera rossa di Roma e formazioni anarchiche di pesante valenza militare come le Brigate Bruzzi-Malatesta di Milano, pur agendo di concerto con le Brigate Matteotti, nonché diverse formazioni anarchiche che agivano nella Lunigiana e sui monti di Carrara come il Battaglione Lucetti, mentre di converso molti anarchici per motivi contingenti di mancanza di organizzazione autonoma locale confluirono nelle Brigate Partigiane che facevano riferimento al CLN come, ad esempio, Emilio Canzi comandante unico della XIII Zona operativa, zona relativa all'Appennino Tosco-Emiliano. La stessa adesione al CLN di Stella Rossa fu complessa e problematica, con una grandissima discrezionalità di azione permessa alla Brigata Partigiana stessa da parte del CLN.

### Scioglimento
Prima delle elezioni del 1946 i CLN vennero spogliati di ogni funzione e quindi sciolti nel 1947.